# Steven Surina
Steven Surina, né le 20 août 1988 à Clamart, est un spécialiste français des requins.

## Biographie
Il est le fils de moniteurs de plongée français. Il commence la plongée avec eux en Corse en 1994, puis en mer Rouge en 1999. En 2002, ses parents s'expatrient en Égypte, et le jeune Steven les suit à Safaga puis à Hurghada, où il termine sa scolarité avec le Bac préparé par correspondance.
Il pratique ensuite la plongée dans beaucoup d'endroits et se spécialise dans l'univers des requins, sur lesquels il écrit des livres, publie des vidéos documentaires et organise des voyages. Il cherche à les faire connaître, mais aussi à les protéger,.

## Techniques pratiquées pour approcher les requins
Il pratique deux techniques en contact avec les requins :
- l'immobilité tonique pour les mettre en catalepsie, par retournement du requin sur le dos[4]
- la relaxation tonique, grâce à des caresses ou massages des ampoules de Lorenzini[4],[5].

## Publications
- Steven Surina et Greg Lecoeur, préface de Bernard Séret, Requins : Guide de l'interaction, Hyères, Turtle Prod Edition, janvier 2018, 354 p. (ISBN 978-2919322503, présentation en ligne).

- Steven Surina, Rencontres avec les requins, Hyères, Turtle Prod Edition, janvier 2020, 224 p. (ISBN 978-2919322565, présentation en ligne).

- Bernard Séret et Steven Surina, Charte internationale de l'écotourisme requin responsable, décembre 2016[6]Cette charte était devenue nécessaire compte-tenu du nombre considérable de touristes qui visitent les fonds sous-marins[7]